# 多讷马里-栋蒂伊
多讷马里-栋蒂伊（法語：Donnemarie-Dontilly，法語發音：[dɔnmaʁi dɔ̃tiji] ⓘ）是法国塞纳-马恩省的一个市镇，属于普罗万区。该市镇于1967年由原市镇蒙图瓦地区多讷马里（Donnemarie-en-Montois）和栋蒂伊（Dontilly）合并而成。

## 地理
多讷马里-栋蒂伊（48°28'41"N, 3°7'50"E）面积12.07 平方千米，位于法国法蘭西島大區塞纳-马恩省，该省份为法国北部内陆省份，北起瓦兹省，西接埃松省、马恩河谷省、塞纳-圣但尼省和瓦兹河谷省，南至卢瓦雷省，东南接约讷省，东临马恩省和奥布省，东北接埃纳省。
与多讷马里-栋蒂伊接壤的市镇（或旧市镇、城区）包括：锡日、万佩勒、埃格利尼、居尔西勒沙泰勒、梅尼厄、蒙图瓦地区蒙斯。

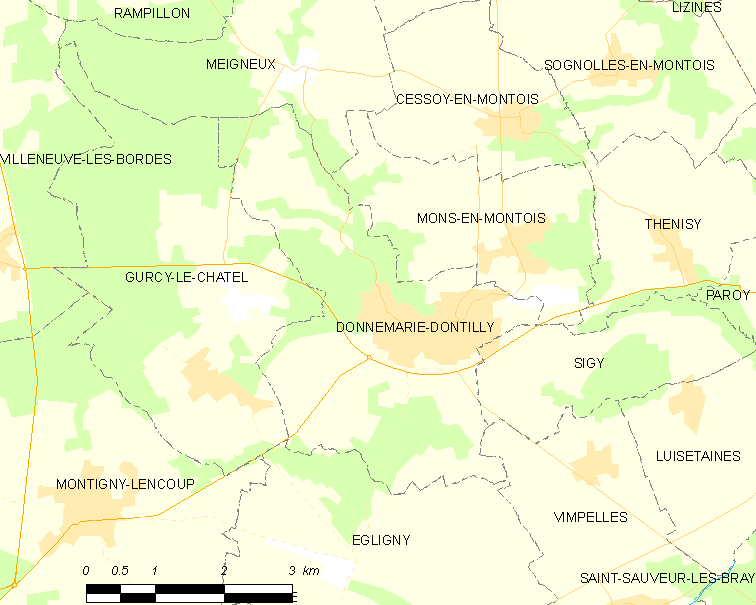
多讷马里-栋蒂伊的OSM定位图

多讷马里-栋蒂伊的时区为UTC+01:00、UTC+02:00（夏令时）。

## 行政
多讷马里-栋蒂伊的邮政编码为77520，INSEE市镇编码为77159。

## 政治
多讷马里-栋蒂伊所属的省级选区为普罗万县。

## 人口

1962-2008年间多讷马里-栋蒂伊人口变化图示

多讷马里-栋蒂伊于2022年1月1日时的人口数量为2726人。